# Флеминг (Колорадо)
Флеминг (енгл. Fleming) град је у америчкој савезној држави Колорадо.

## Демографија
По попису из 2010. године број становника је 408, што је 18 (-4,2%) становника мање него 2000. године.
| Група             | 2000.       | 2010.       |
| Белци             | 402 (94,4%) | 387 (94,9%) |
| Афроамериканци    | 10 (2,3%)   | 0 (0,0%)    |
| Азијати           | 0 (0,0%)    | 0 (0,0%)    |
| Хиспаноамериканци | 10 (2,3%)   | 21 (5,1%)   |
| Укупно            | 426         | 408         |